# Krigsroman
En krigsroman är en roman som först och främst utspelar sig under ett väpnat slag, eller på hemmafronten inför eller återhämtning efter ett krig.

## Historia
Krigsromanens huvudsakliga ursprung kommer från berättelser som Homeros  Iliaden, Vergilius Aeneiden och Beowulf.

### 1800-talet
Krigsromanen dök upp under 1800-talet genom romaner som Stendhals Kartusianklostret i Parma, Lev Tolstojs Krig och fred, om Napoleonkrigen, Stephen Cranes Tapperhetens röda tecken (även utgiven under titlarna De tappras tecken och Det röda beviset). I dessa fastställdes den moderna krigsromanens form som den är idag. Alla dessa romaner innehåller realistiska beskrivningar av slag, beskrivningar av krigets fasor och grymheter, och insikter om människans natur såsom hjältemod, feghet och moral under ett krig.

### Första världskriget och efter
Första världskriget genererade ett väldigt stort antal krigsromaner av författare från alla inblandade länder i konflikten. 
En av de första och mest inflytelserika av dessa romaner var Elden 1916 (Le feu), där Henri Barbusse berättar om sina erfarenheter från kriget. I stället för den dåtida typiska glorifieringen skrev han en realistisk skildring om skräcken i skyttegravarna, en oändlig väntan i gyttja, träck och stank som bara avbryts av lemlästning och död. Språket var för den tiden mustigt och chockerande. Skildringen genomsyras dessutom av motvilja mot dem som talat stort om det ärorika kriget men sedan gömmer sig bakom fronten, och boken pläderar för förståelse över nationalitetsgränserna. Tyska meniga är människor precis som vi, resonerar soldaterna. Boken väckte skandal och censurerades, men fick snart Goncourtpriset. På svenska finns också Barbusses Klarhet (Clarté) från 1920, som även den pläderar mot krig.
Av lika stor betydelse är det självbiografiska verk av Ernst Jünger, I stålstormen från 1920. Till skillnad från Barbusses roman och Erich Maria Remarques På västfronten intet nytt, skriver Jünger istället om kriget som en tapper hjälte som omfamnat strider och broderskap trots skräcken. Berättelsen ger en inblick i den tyska känslan att de aldrig egentligen besegrades i första världskriget. Efter första världskriget slut utkom även böcker som i traditionell bemärkelse inte var krigsromaner, men vars karaktärers psykologiska trauman och avståndstagande från samhället var en direkt reaktion av deras krigsupplevelser.
Under 1920-talet blev det en så kallad krigsromanboom, då många män som varit ute i kriget äntligen var redo att skriva öppet om sina krigsupplevelser. 
- 1924 skrev Laurence Stallings  en av de första självbiografiska krigsromanerna, Plumes. Plumes är berättelsen om en soldats personliga prövningar efter att ha återvänt från fronten, funktionshindrad och desillusionerad, och om hustrun och barnet han lämnade efter sig. Richard Plume är en amerikansk marinsoldat som kommer hem och har förlorat både ett ben och förtroendet för regering och samhälle.
- 1929 blev Erich Maria Remarques Im Westen nichts Neues (På västfronten intet nytt) en bästsäljare, inte minst för dess brutala realistiska betraktande av skyttegravarnas fasor från en tysk infanterists perspektiv.
- Ernest Hemingways Farväl till vapnen (A Farewell to Arms) 1929 handlar om Hemingways egna krigsminnen från Italien, då han i krigets slutskede deltog  som frivillig ambulansförare vid fronten i Italien och sårades allvarligt 1918 vid Piave. I boken berättar Hemingway historien om Fredric Henry, amerikansk löjtnant i italienska ambulanskåren under första världskriget och hans kärleksaffär med en brittisk sjuksköterska. Romanen anses ännu idag som en av de verkligt stora skildringarna från första världskriget, med krigets vansinne och meningslöshet i centrum.

Under 1930-talet blev det alltmer populärt med historiska romaner om tidigare krig. Ett exempel är Margaret Mitchells Borta med vinden.

### Andra världskriget och efterkrigstiden
Efter andra världskriget utkom ett stort antal krigsromaner. Av dessa räknas vissa som moderna klassiker.
- Pierre Boulles Bron över floden Kwai (Le pont de la rivière Kwai) från 1952. Filmades 1957. Den handlar om en hög brittisk officer i japansk krigsfångenskap i den thailändska djungeln. Hans höga självdisciplin och arbetsetik tvingar honom att till varje pris bygga färdigt en bro åt fienden. Genom att bygga en ännu bättre bro än japanerna planerat, vill han visa den vita rasens överlägsenhet. Samtidigt har britterna skickat ut en sabotagegrupp för att spränga bron. Romanen sägs vara baserad på en verklig händelse. Boulle själv var soldat i Malaysia under andra världskriget. Han blev tillfångatagen av japanerna  men lyckades fly 1944.
- Joseph Hellers Moment 22 (Catch-22) från 1961. Boken handlar om stridsflygaren Yossarian och hans kamraters kamp för att överleva kriget. Den som är klok nog att inte vilja dö kan framställa sig som rubbad för att slippa flyga. Men genom att göra det avslöjar han sig som klok och blir därför tvungen att flyga. Den som är tokig nog att vilja flyga slipper; den som är klok nog att inte vilja göra det är tvungen. Med svart komik, groteska överdrifter och hämningslös karikatyrkonst avslöjar krigets meningslöshet och den militära byråkratins inkompetens. Under andra världskriget tjänstgjorde Heller vid flygvapnet som bombfällare och var stationerad på Korsika. Hans erfarenheter från kriget bildar bakgrund till denna satiriska krigsskildring.
- Herman Wouks Myteriet på Caine (The Caine Mutiny) 1951, som fick Pulitzerpriset. Boken handlar om en officer som övertalas att ta befälet på ett fartyg sedan kaptenen visat feghet. Romanen blev film 1954.
- James Jones Härifrån till evigheten (From here to Eternity) från 1951, och fick bland annat National Book Award 1952. James Jones tvingades av ekonomiska skäl ta värvning 1939. Under andra världskriget tjänstgjorde han bland annat på Hawaii. Han steg i graderna till sergeant och blev dekorerad, sårades i strid och lämnade armén 1944.

Handlingen utspelar sig på Hawaii strax före Japans förödande anfall mot Pearl Harbor 1941. Romanen fick oerhört genomslag, och blev till film 1953.
- Ernest Hemingways Klockan klämtar för dig (For Whom the Bell Tolls) 1940, om spanska inbördeskriget. I boken tar Hemingway klart ställning mot fascismen som han ansåg vara anledningen till att kriget startade.

### Vietnamkriget och efter
Det krig som det har skrivits flest romaner om efter andra världskriget är Vietnamkriget. 
- Graham Greene utkom 1955 med Den stillsamme amerikanen (The Quiet American) som senare blev filmatiserad.
- Tim O'Brien skrev ett flertal böcker varav huvuddelen handlar om Vietnamkrigets smärtsamma erfarenheter. Han inkallades och skickades till Vietnam som infanterist tills han 1970 sårades, dekorerades och hemförlovades. 1969–1970 var han förlagd i My Lai, en by där året dessförinnan krigets kanske mest uppmärksammade  massaker ägt rum (Son My-massakern). Under soldatåren i Vietnam skrev han artiklar som publicerades 1973 med titeln If I Die in a Combat Zone, Box Me Up and Ship Me Home. Hans första roman Northern Lights 1975  handlar om relationen mellan två bröder, den ene nyss hemkommen från Vietnam, och deras kamp för överlevnad. Genombrottsromanen Soldatens drömmar 1978 (Going After Cacciato) belönades med National Book Award. Allt de bar 1990 (The Things They Carried) återknyter till Vietnamkriget, och berättar i ett antal sammanhängande noveller om en pluton amerikanska soldater. Boken nominerades till Pulitzerpriset. Romanen In the Lake of the Woods från 1994 utspelas i Minnesota under 1980-talet, men i bakgrunden finns Song My-massakern.
- Bảo Ninhs Krigets sorger (Than phan cua tinh yeu) från 1991 visar kriget från ett vietnamesiskt perspektiv.

### Källhänvisningar
- Nationalencyklopedin, Bokförlaget Bra Böcker AB, Malmö, 2000
- Encyclopædia Britannica, Encyclopedia Britannica, Inc., 2005

### Andra betydande krigsromanförfattare
- Norman Mailer (De nakna och de döda). Andra världskriget.
- Michael Shaara (The Killer Angels. Amerikanska inbördeskriget)
- Margaret Mitchell (Borta med vinden - Amerikanska inbördeskriget)
- Jeff Shaara (To the last man – Första världskriget. The Rising Tide , The Steel Wave, No less than victory – Andra världskriget)
- Martin Amis (Tidens pil eller Brottets beskaffenhet – Förintelsen)
- Hugo Claus (Belgiens sorg – Första världskriget)
- E.L. Doctorow (The March – Amerikanska inbördeskriget)
- William Faulkner (Soldatens lön – Första världskriget)
- Sebastian Faulks (Fågelsång – Första världskriget)
- Timothy Findley (Krigen, Skriften på väggen – Första/Andra världskriget)
- Ford Madox Ford (Parade's End – Första världskriget)
- Charles Frazier (Åter till Cold Mountain – Amerikanska inbördeskriget)
- Robert Graves (Dikter – Första världskriget)
- Thomas Keneally (Schindler's ark/Schindlers list – Förintelsen)
- D.H. Lawrence (Kangaroo – Första världskriget)
- Robert Ludlum (Identitet Kain, Operation Hong Kong, Kodnamn Schakalen – Kalla kriget)
- Boris Pasternak (Doktor Zjivago – Ryska revolutionen)
- Siegfried Sassoon (Vi föll in i ledet – Första världskriget)
- Kurt Vonnegut (Slakthus 5 eller Barnkorståget – Andra världskriget)
- Evelyn Waugh (Män i vapen, Herrar officerare, Kapitualtion utan villkor – Andra världskriget)
- J.G. Ballard (Solens rike – Andra världskriget)
- Leon Uris (Kanske aldrig mer – Andra världskriget. Mila 18 – Förintelsen)
- Lothar-Guenther Buchheim (Ubåt – Andra världskriget)
- Dalton Trumbo (Johnny var en ung soldat – Första världskriget)
- James Michener (Broarna vid Toko-Ri – Koreakriget)
- Väinö Linna (Okänd soldat - Andra världskriget)
- Jaroslav Hašek (Den tappre soldaten Švejks äventyr under världskriget - Första världskriget)
- Biyi Bandele (Burma Boy - Andra världskriget)
- Pat Barker (Krigets dårar ur Regenerationtrilogin - Första världskriget)
- Bernard Cornwell (Azincourt - Hundraårskriget)
- Vladimir Jokanovic (Esmarch: Roman om ett krig - Jugoslaviska krigen)
- Michael Ondaatje (Den engelske patienten - Andra världskriget)

### Krigsromaner av svenska författare
- Wilhelm Agrell (Inspektören - Jugoslaviska krigen)
- Monica Braw (Hiroshima överlever, Överlevarna - Andra världskriget)
- Michael Tamelander (Genombrottet : Operation Cerberus, 1942 - Andra världskriget)
- Ivan Aminoff alias Radsha, (Radschas krigsromaner - Första världskriget) Svenskt författarlexikon/Projekt Runeberg